# Uroplatus guentheri
Uroplatus guentheri là một loài thằn lằn trong họ Gekkonidae. Loài này được Mocquard mô tả khoa học đầu tiên năm 1908.

## Hình ảnh

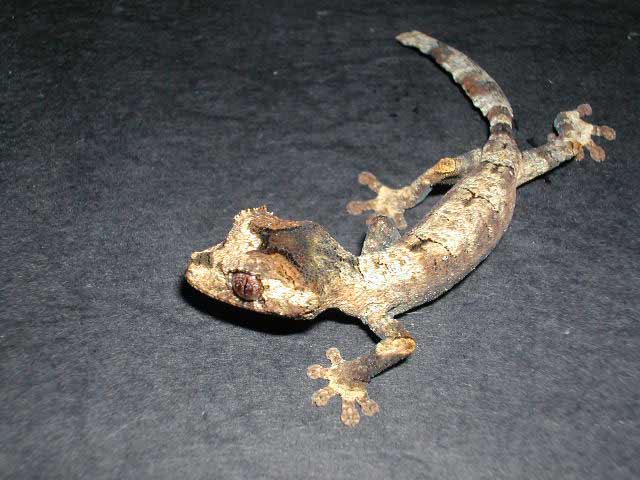
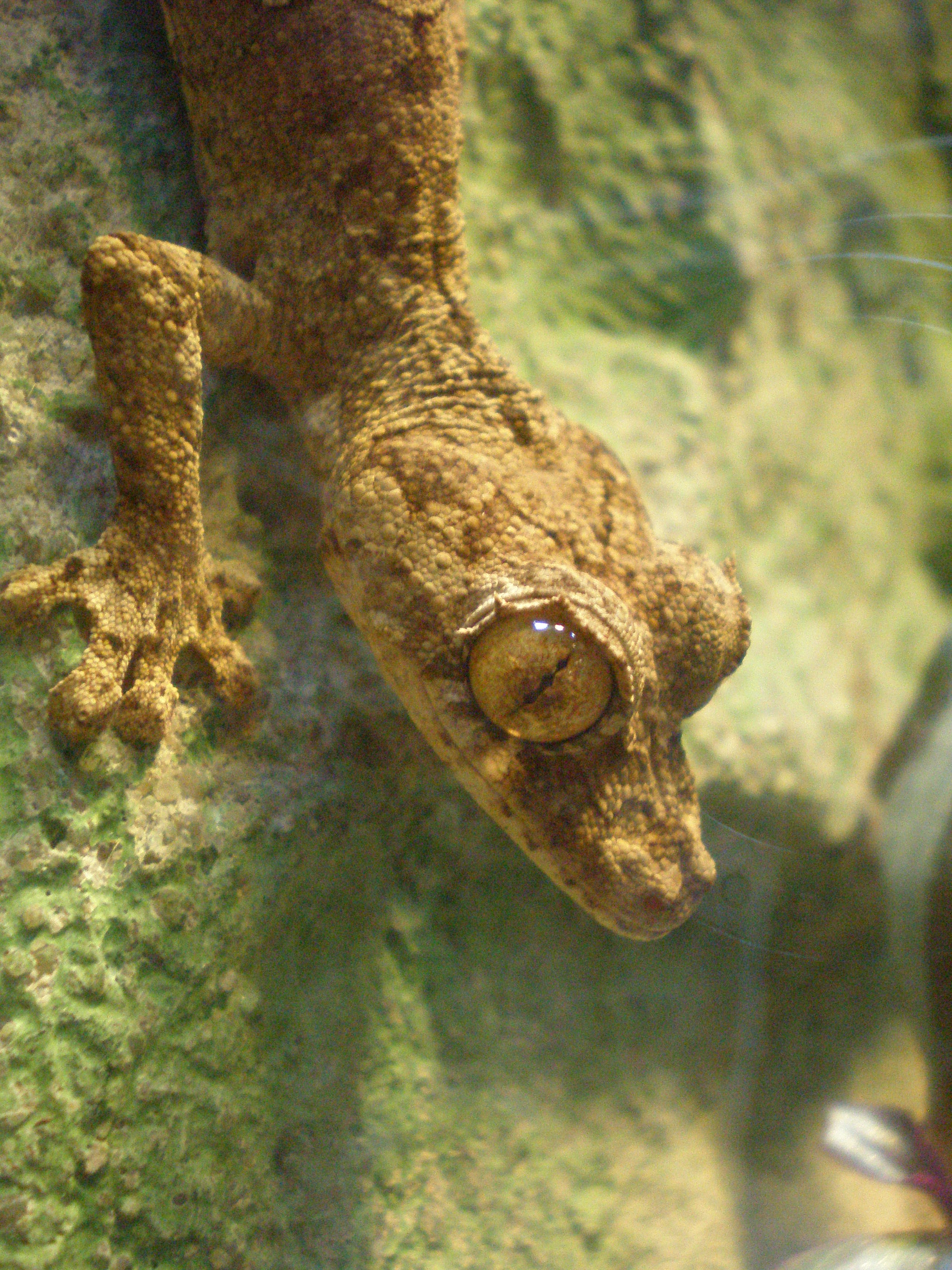